# Jailson Mendes
Jocione Mendonça (Iati, 19 de fevereiro de 1970 – São Paulo, 29 de junho de 2018), mais conhecido como Jailson Mendes ou Pai de Família, foi um ator pornográfico e youtuber brasileiro. Tornou-se um meme da Internet por sua atuação em um filme pornográfico em que diz a frase: "Ai, que delícia, cara". Aposentado devido a problemas de saúde, Jocione foi convidado a atuar em filmes pornográficos quando estava em São Paulo, e acabou por fazer três deles. Devido a seu modo de atuação, além de sua frase, tornou-se um fenômeno da Internet. Embora tenha inicialmente ficado com medo da repercussão, Jocione se tranquilizou após algum tempo, e notou mais tarde que "tudo não passou de uma brincadeira". Para mudar sua imagem de ator pornográfico, criou um canal no YouTube com vídeos de jogos eletrônicos e de culinária. 
Jocione morreu no dia 29 de junho de 2018, vítima de infarto. Foi considerado um dos maiores memes brasileiros e um dos ícones do pornô gay brasileiro, sendo ainda utilizado como pegadinha em programas jornalísticos.

## Biografia

### Vida pessoal
Jocione Mendonça nasceu em Iati em 19 de fevereiro de 1970. Estudou até a quinta série, e se mudou para São Paulo aos dezessete anos. Trabalhou como auxiliar de produção, mas, devido a uma distrofia muscular na região da coluna — problema que o fez passar por uma cirurgia — e a um quadro crônico de insuficiência renal, teve que se aposentar precocemente. Jocione também sofria de pressão alta. Viveu por dezessete anos com outro homem e não teve filhos.
| “ | Tenho muito problema até para andar. O pessoal brinca que no filme estou andando meio esquisito porque foi o oco que me deixou assim. Mas não, é a coluna. | ” |

### Filmes pornográficos
Em 2005, Jocione estava em uma praça de São Paulo, quando um casal chegou até ele e o convidou a participar de um filme pornô. O casal disse: "E se você, que é meio urso, fizesse um filme pornô gay para a gente?". Estava desconfiado, mas aceitou. Segundo ele, teve de engordar para "encarnar um 'urso' ainda mais convincente". No total, Jocione fez três filmes em sua carreira, utilizando o nome artístico de "Jailson Mendes". O primeiro deles foi feito pelo cachê de um salário mínimo e o último por cem reais "para ajudar o amigo que estava falindo". Os três filmes foram produzidos pela empresa Ícaro Studios.
Em um desses filmes, seu "desempenho esdruxulamente histérico", que se inicia com ele tomando um suco de laranja, se tornou um dos memes mais repercutidos da Internet, junto com uma frase dita por ele: "ai, que delícia, cara". Logo após a popularidade do meme, Jocione ficou assustado com a exposição, que incluiu sua família e amigos, e rapidamente excluiu seu perfil nas redes sociais. Declarou ainda que estava com medo de ser "apedrejado" e xingado na rua. No entanto, disse que o público passou a lhe acalmar, e já estava tranquilo após alguns dias.
Posteriormente, Jocione refletiu sobre sua carreira pornográfica, dizendo que "tudo não passou de uma brincadeira, feita por curiosidade de conhecer de perto a indústria de filmes eróticos", e deixou claro que nunca manteve qualquer tipo de relação com a Ícaro Studios. Quanto ao apelido de Pai de Família, Jocione explica que, quando descobriu que se tornou um meme, ele já existia: "Acredito que criaram por causa da maneira como eu estava vestido no filme. Um pai de família que estava passando necessidade e fez aquilo para sustentar a família". Segundo Rangel Querino, do Observatório G, Jocione era "um dos maiores ícones do pornô gay nacional".
| “ | Você faz um tipo de trabalho, para um público específico, e aí vê um monte de gente que não tem nada a ver com aquele mundo falando "ai, que delícia", que é meu fã. Você fica perdido, né? Fiquei assustado. | ” |

### Popularidade contínua
No final de 2014, Jocione criou um canal no YouTube sobre culinária, contendo piadas de duplo sentido, que contava com quase 200 mil inscritos e quatro milhões de visualizações até o final de 2016. Dentre os vídeos, protagoniza um reencontro com Paulo Guina, com quem atuou em um de seus filmes. Jocione explicou que uma empresa produtora, Freedom, havia entrado em contato com ele e sugeriu o canal para "mudar a imagem de ator pornô". Mais tarde, passou a publicar vídeos de jogos (gameplays), como Grand Theft Auto V, a pedido de fãs. Ele declarou que tinha bom relacionamento com eles, que eram em sua maioria adolescentes. Em entrevista, declarou que uma das ideias do canal era "mostrar que ser homossexual não é aberração nem doença. Que o homem hétero pode ser amigo de um gay. E que o gay não tem que desmunhecar, falar fino, com jeito de mulher".
Em julho de 2017, César Tralli foi enganado por um telespectador que usava a foto de Jocione no programa de televisão SP1. Em abril de 2018, no mesmo programa, ocorreu a mesma situação com Carlos Tramontina, que leu a pergunta de um usuário com o nome "Jailson Mendes". O fato se tornou notícia em diversos portais da Internet e viralizou nas redes sociais. O jogo Ocolast, baseado em Outlast, foi criado em homenagem ao meme.

## Morte
No dia 29 de junho de 2018, Jocione sofreu um infarto fulminante e foi socorrido no Hospital Planalto, em São Paulo, mas morreu em seguida. As informações da morte foram divulgadas por familiares e amigos. No dia seguinte, em seu perfil oficial no Twitter, foi publicada uma nota de pesar pela morte que, segundo Gilmar Lopes, do E-farsas, "deixou a internet de luto".